# Paris-Pacy
Paris-Pacy est une course cycliste française qui relie la Capitale et la commune de Pacy-sur-Eure, dans le département de l'Eure. Organisée entre 1939 et 1967, elle connait plusieurs périodes d'interruption durant son histoire. Seuls les cyclistes amateurs peuvent y participer. 
En 1954, cette compétition est temporairement jumelée avec Paris-Mantes, pour former une autre épreuve dénommée Paris-Pacy-Mantes.

## Palmarès
| Année     | Vainqueur                          | Deuxième                           | Troisième                          |
| --------- | ---------------------------------- | ---------------------------------- | ---------------------------------- |
| 1939      | Marcel Goussot                     | Kléber Piot                        | Desgrages                          |
| 1940-1947 | Pas organisé                       | Pas organisé                       | Pas organisé                       |
| 1948      | Pierre Gaudot                      | Robert Lacour                      |                                    |
| 1949      | Pas organisé ou résultats inconnus | Pas organisé ou résultats inconnus | Pas organisé ou résultats inconnus |
| 1950      | Gabriel Jarrige                    | Guy Lintilhac                      | André Darrigade                    |
| 1951      | André Passot                       | Bernard Lejeune                    | Georges Whin                       |
| 1952      | André Papillon                     | Robert Formet                      | Roland Bezamat (de)                |
| 1953      | Claude Barmier                     | Jean-Claude Skerl                  | Isaac Vitré                        |
| 1954      | Annulé                             | Annulé                             | Annulé                             |
| 1955      | Claude Barmier                     | Jean Hoffmann                      | René Pavard                        |
| 1956      | René Pavard                        | Jacques Collado                    | Camille Le Menn                    |
| 1957      | Gilbert Lecomte                    | Christian Louveau                  | Christian Riou                     |
| 1958      | Anatole Novak                      | Fernand Lamy                       | André Retrain                      |
| 1959      | Alain Le Grevès                    | Lauris Mattuizzi                   | Bernard Viot                       |
| 1960      | Annulé                             | Annulé                             | Annulé                             |
| 1961      | Max Sinoquet                       | René Ménard                        | Bernard Launois                    |
| 1962      | Pierre Martin                      | Domingo Ferrer                     | Max Sinoquet                       |
| 1963      | Jean Arze                          | Christian Raymond                  | Paul Lemetayer                     |
| 1964      | Pas organisé                       | Pas organisé                       | Pas organisé                       |
| 1965      | Jean-Yves Lebreton                 | Daniel Bucaille                    |                                    |
| 1966      | Pas organisé                       | Pas organisé                       | Pas organisé                       |
| 1967      | Patrick Gille                      | Jean-Pierre Rutault                | Michel Houelche                    |